# Kaptenlöjtnant (likör)
Kaptenlöjtnant var en likör som tillverkades av Vin & Sprit. Tillverkningen härav (samt av Vin & Sprits övriga likörer) lades ned omkring årsskiftet 2007/2008.
Namnet sägs (enligt flaskans baketikett) komma ifrån ett tillfälle då en kapten och en löjtnant beställde in en kaffe efter maten på en restaurang. De kunde dock inte komma överens om vad som skulle drickas till kaffet – den ene önskade Eau-de-Vie och den andre Klosterlikör – varpå bartendern blandade de båda, och en ny likör var uppfunnen. Namnet skall alltså inte ha något samband med kaptenlöjtnant, som i sig är en äkta militär tjänstegrad.
I praktiken blandades Kaptenlöjtnant ursprungligen inte på den billigare Eau-de-vien utan på riktig cognac.